# Teodoro Ghigi
Teodoro Ghigi ou Teodoro Mantuano ou Teodoro Ghisi, (Mantoue, 1536 - Mantoue, 1601) est un peintre italien maniériste de la Renaissance, actif au XVIe siècle.

## Biographie
Teodoro Ghigi a été un des élèves les plus talentueux  de Giulio Romano. Après la mort de Giulio Romano, le duc de Mantoue lui confia la tâche de terminer les œuvres laissées inachevées par le maître.
En 1570, il réalisa des dessins comme Vénus et Adonis et Angélique et Médor, qui seront gravés par Giorgio Ghisi.
De 1587 à 1590, il a été peintre à la cour de Guillaume Gonzague, le beau-frère de l'archiduc Charles II d'Autriche (1564-1590). À Seckau et à Graz, il a peint le retable Symbolum apostolorum avec La Création d'Ève. 
En 1589 l'archiduc lui attribua une pension à vie, mais il retourna à Mantoue en 1590 où, avec Ippolito Andreasi, il décora la coupole de la cathédrale de San Pietro avec des fresques issues des préceptes de la Contre-Réforme. Les animaux symbolisant les évangélistes témoignent de l'intérêt que Teodoro portait aux animaux.

## Œuvres
- Vénus et Adonis (1570),
- Angélique et Médor (1570),
- Décoration de la Galleria dei Mesi (1579-1581), Palazzo Ducale, Mantoue.
- Visitation (1579), cathédrale, Carpi.
- Décoration du  Palazzo di Goito (1586-1587),
- Symbolum apostolorum, retable (1588), galerie  Alte, Graz, Autriche.
- De animantium naturis, Bibliothèque Apostolique, Vatican, Rome.
- Gloria del Paradiso, fresque (en collaboration avec Ippolito Andreasi), coupole, Cathédrale San Pietro de Mantoue.

## Sources
- x